# 윌리엄 G.T. 셰드

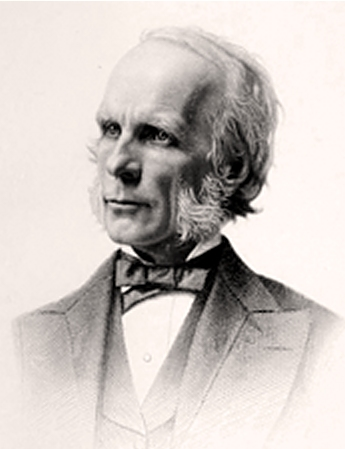
윌리엄 G.T. 셰드

윌리엄 G. T. 셰드 ( William Greenough Thayer Shedd; 1820년 6월 21일 - 1894년 11월 17일 )는 미국장로교 신학자이다. 그는 새뮤얼 테일러 콜리지의 초월주의에 많은 영향을 받았다.
그는 고등 칼빈주의자였으며, 미국 장로교회의 저명한 조직신학자 중의 한 사람이다.

## 저서
- A History of Christian Doctrine
- Dogmatic Theology. 3 vol. (1889)